# Gieser-Wildeman-Birne

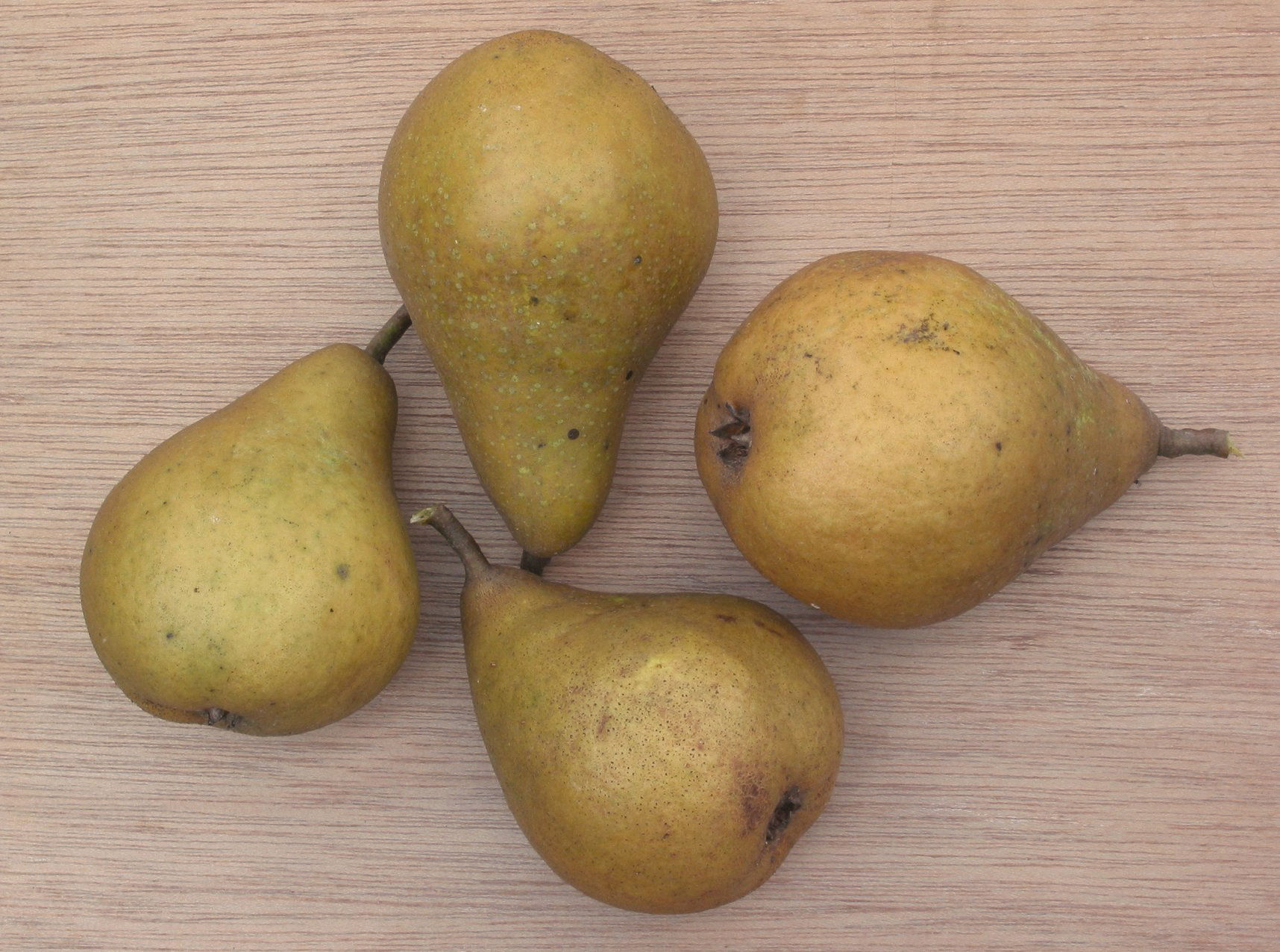
Gieser-Wildeman-Birne

Die Gieser-Wildeman-Birne ist eine Sorte der Birne (Pyrus communis), speziell eine Kochbirne.

## Beschreibung
Die Früchte der Gieser-Wildeman-Birne sind klein und braungelb mit harter Schale und viel braunen Rostflecken. Die Sorte gilt als eine sehr gute Kochbirne. Das Fruchtfleisch ist weiß und körnig (bedingt durch Steinzellen) und färbt sich nach mehrstündigem Kochen rot. Der Geschmack ist leicht süßlich.
Die Sorte ist ein Selbstbestäuber.

## Ernte
Sie wird von Mitte September bis Anfang Oktober geerntet und ist bis Januar haltbar. Der Baum trägt jährlich abwechselnd viele oder sehr wenige Früchte. Dem kann durch starken Rückschnitt in Jahren mit viel Ertrag entgegengewirkt werden.

## Herkunft
Die Sorte wurde von Herrn Wildeman aus Gorinchem (Niederlande) gezüchtet und erstmals im Jahre 1850 vermarktet. Die Gieser-Wildeman ist in den Niederlanden die derzeit am häufigsten angebaute Kochbirnensorte. Die Anbaufläche der Gieser-Wildeman-Birnen-Plantagen in den Niederlanden beträgt mehr als 350 Hektar bei einer Gesamtanbaufläche an Birnen von 5939 Hektar (1998).